# Serie B 1984-1985 (pallacanestro maschile)
Il campionato di Serie B di pallacanestro maschile 1984-1985 è stato l'undicesimo dall'ultima riforma dei campionati.
Vi partecipano trentadue squadre divise in due gironi da sedici. Le squadre si incontrano per la regular season in partite di andata e ritorno, la vittoria vale 2 punti, la sconfitta 0. Sono previste tre promozioni, le prime due classificate di ogni girone si sfidano in uno scontro diretto, le vincenti salgono, le perdenti si giocano l'ultimo posto disponibile ai play-off. Retrocedono otto squadre: le ultime quattro classificate di ogni girone della regular season.
Giungono in Serie A2 la Liberti Firenze, la Vigorelli Pavia e l'Aurora Basket Desio.

## Stagione regolare

### Girone A

#### Classifica
|  |     | Classifica finale 1984-1985 | Pt | G  | V  | P  | PtF | PtS |
|  | --- | --------------------------- | -- | -- | -- | -- | --- | --- |
|  | 1.  | Pall. Pavia                 | 48 | 30 | 24 | 6  | -   | -   |
|  | 2.  | Aurora Desio                | 48 | 30 | 24 | 6  | -   | -   |
|  | 3.  | Robur Varese                | 40 | 30 | 20 | 10 | -   | -   |
|  | 4.  | Scaligera Verona            | 40 | 30 | 20 | 10 | -   | -   |
|  | 5.  | Pall. Pordenone             | 38 | 30 | 19 | 11 | -   | -   |
|  | 6.  | Olimpia Pistoia             | 34 | 30 | 17 | 13 | -   | -   |
|  | 7.  | Nordica Montebelluna        | 32 | 30 | 16 | 14 | -   | -   |
|  | 8.  | Imco Bergamo                | 32 | 30 | 16 | 14 | -   | -   |
|  | 9.  | Kidland Padova              | 30 | 30 | 15 | 15 | -   | -   |
|  | 10. | Mauri Treviglio             | 30 | 30 | 15 | 15 | -   | -   |
|  | 11. | Forti e Liberi Monza        | 30 | 30 | 15 | 15 | -   | -   |
|  | 12. | Panapesca Montecatini       | 28 | 30 | 14 | 16 | -   | -   |
|  | 13. | Oltrepo Vigevano            | 24 | 30 | 12 | 18 | -   | -   |
|  | 14. | Mapier Imola                | 16 | 30 | 8  | 22 | -   | -   |
|  | 15. | Pool 84 Bolzano             | 14 | 30 | 7  | 23 | -   | -   |
|  | 16. | Fornaciari Reggio Emilia    | 0  | 30 | 0  | 30 | -   | -   |

### Girone B

#### Classifica
|  |     | Classifica finale 1984-1985 | Pt | G  | V  | P  | PtF | PtS |
|  | --- | --------------------------- | -- | -- | -- | -- | --- | --- |
|  | 1.  | Pall. Firenze               | 48 | 30 | 24 | 6  | -   | -   |
|  | 2.  | Sutor Montegranaro          | 44 | 30 | 22 | 8  | -   | -   |
|  | 3.  | Pall. Trapani               | 44 | 30 | 22 | 8  | -   | -   |
|  | 4.  | Pall. Chieti                | 42 | 30 | 21 | 9  | -   | -   |
|  | 5.  | N.B. Campobasso             | 38 | 30 | 19 | 11 | -   | -   |
|  | 6.  | Pall. Roseto                | 32 | 30 | 16 | 14 | -   | -   |
|  | 7.  | Esperia Cagliari            | 32 | 30 | 16 | 14 | -   | -   |
|  | 8.  | Dinamo Sassari              | 28 | 30 | 14 | 16 | -   | -   |
|  | 9.  | Robur Osimo                 | 28 | 30 | 14 | 16 | -   | -   |
|  | 10. | Libertas Pescara            | 28 | 30 | 14 | 16 | -   | -   |
|  | 11. | Tognana Monopoli            | 28 | 30 | 14 | 16 | -   | -   |
|  | 12. | Lazio                       | 26 | 30 | 13 | 17 | -   | -   |
|  | 13. | Virtus Ragusa               | 26 | 30 | 13 | 17 | -   | -   |
|  | 14. | Pall. Marsala               | 22 | 30 | 11 | 19 | -   | -   |
|  | 15. | FF.AA. Vigna Di Valle (-1)  | 13 | 30 | 7  | 23 | -   | -   |
|  | 16. | Alpe Bergamo                | 0  | 30 | 0  | 30 | -   | -   |

## Play-off
|  | Semifinali | Semifinali         | Semifinali         |                    |              | Finale       | Finale | Finale |  |
|  |            |                    |                    |                    |              |              |        |        |  |
|  | 1B         | Pall. Firenze      | 88                 |                    |              |              |        |        |  |
|  | 1B         | Pall. Firenze      | 88                 |                    |              |              |        |        |  |
|  | 2A         | Aurora Desio       | 86                 |                    |              |              |        |        |  |
|  | 2A         | Aurora Desio       | 86                 |                    | Aurora Desio | Aurora Desio | 81     |        |  |
|  |            |                    |                    |                    | Aurora Desio | Aurora Desio | 81     |        |  |
|  |            |                    | Sutor Montegranaro | Sutor Montegranaro | 69           |              |        |        |  |
|  | 1A         | Pall. Pavia        | Sutor Montegranaro | Sutor Montegranaro | 69           | 79           |        |        |  |
|  | 1A         | Pall. Pavia        |                    |                    |              |              |        |        |  |
|  | 2B         | Sutor Montegranaro | 70                 |                    |              |              |        |        |  |

## Spareggio salvezza
|  | Lazio | 94 – 90 | Virtus Ragusa |  |

## Verdetti
- Promosse in Serie A2: Liberti Firenze, Vigorelli Pavia e Italelektra Desio
- Retrocesse in Serie C: Giovinetti Bergamo, Interforze Vignadivalle, Fuji Marsala, Giunta Ragusa, Oltrepo Vigevano, Mapier Imola, Pool 84 Bolzano, Fornaciari Reggio Emilia.